# Chen Chen-hsiang

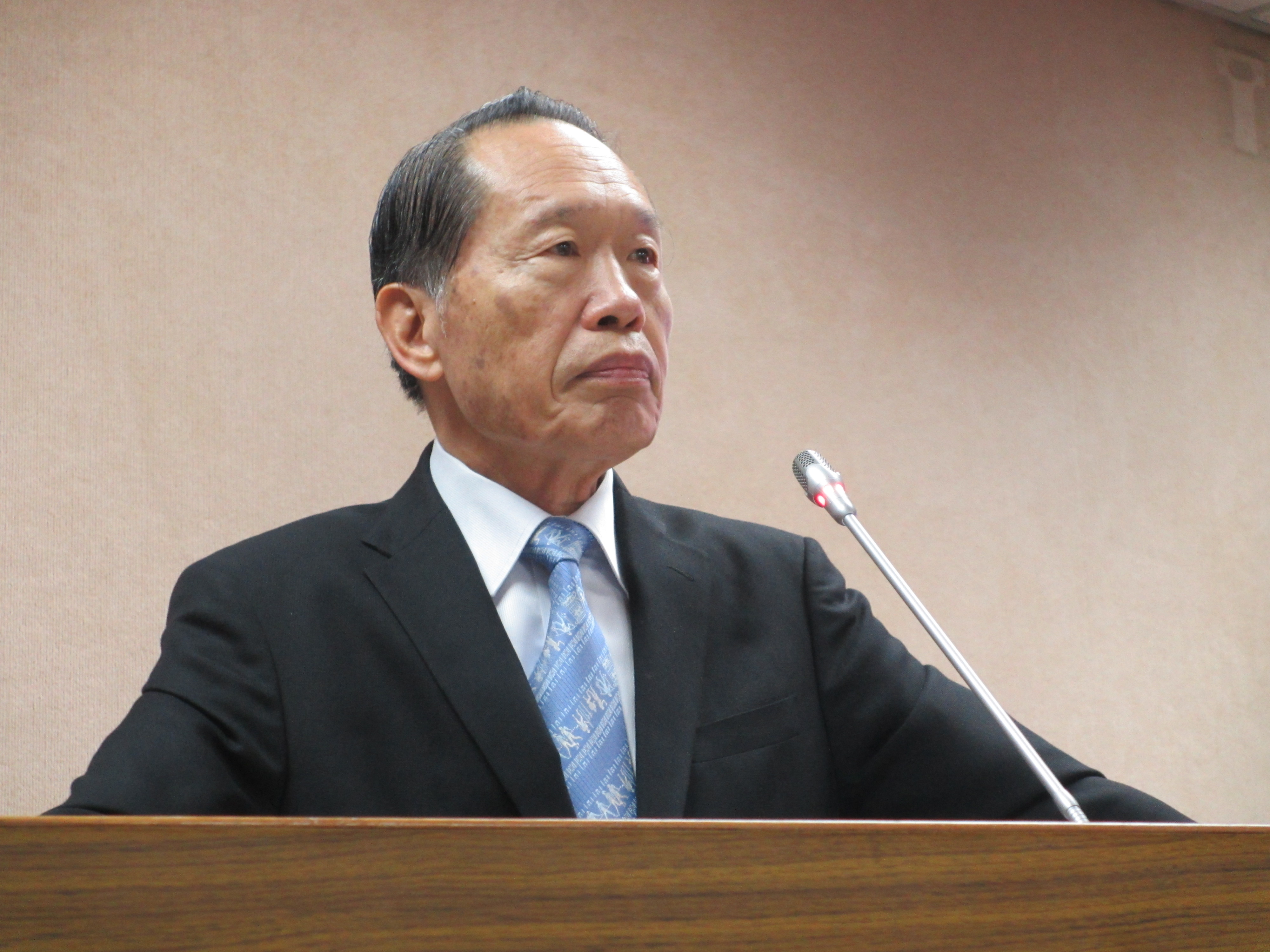
Chen Chen-hsiang (2014)

Chen Chen-hsiang (chinesisch 陳鎮湘, Pinyin Chén Zhènxiāng; * 10. Oktober 1942 in Wuhu, Anhui) ist ein taiwanischer Offizier und Politiker der Kuomintang, der unter anderem zwischen 1999 und 2002 als General Oberbefehlshaber des Heeres und von 2002 bis 2003 Präsident der National Defense University sowie zwischen 2012 und 2016 Mitglied des Legislativ-Yuans, des Parlaments von Taiwan, war. Er fungierte zudem von 2016 bis 2017 als Vize-Vorsitzender der Kuomintang.

## Leben
Chen Chen-hsiang begann 1963 eine Offiziersausbildung an der Militärakademie und trat nach deren Abschluss 1965 in das Heer der Streitkräfte der Republik China ein. In der Folgezeit fand er unter anderem Verwendungen als Kompaniechef und Bataillonskommandeur und war 1975 Absolvent der Kommando- und Generalstabsschule der Armed Forces University sowie 1983 Absolvent des Militärischen Kriegsforschungsinstituts der Kommando- und Generalstabsschule. Er fungierte ferner als Brigade-, Divisions- und Korpskommandeur und war zudem Kommandeur des Luftlandetruppen- und Spezialeinsatzkommandos. Nachdem er Chef des Stabes des Hauptquartiers des Garnisonskommandos war, übernahm er zwischen 1994 und 1996 den Posten als Kommandeur der Feldarmee. Er fungierte von 1996 bis 1998 als Kommandeur der Verteidigungskommandos der zur Taiwan gehörenden Inselgruppe Kinmen, die etwa 2 km vor der Küste der festlandchinesischen Provinz Fujian liegt und von der Volksrepublik China beansprucht wird, sowie zwischen 1998 und 1999 als Oberbefehlshaber des Reserve- und Küstenwachenkommandos der Streitkräfte.

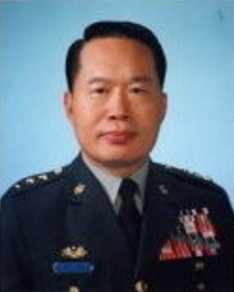
General Chen Chen-hsiang (2000)

Als Nachfolger von General Tang Yao-ming wurde General Chen am 1. Februar 1999 Oberbefehlshaber des Heeres und hatte dieses Kommando bis zum 31. Januar 2002 inne, woraufhin General Huoh Shoou-yeh ihn ablöste. Daraufhin wurde er am 1. Februar 2002 als Nachfolger von General Hsia Ying-chou zweiter Präsident der National Defense University, die im Mai 2000 durch die Fusion der Armed Forces University, des National Defense Management College, des Chung Cheng Institute of Technology und des National Defense Medical Center entstanden war. Dieses Amt bekleidete er bis zu seiner Ablösung durch General Hsieh Chien-tung am 1. September 2003. Danach war er zwischen 2003 und 2007 Militärstrategischer Berater von Staatspräsident Chen Shui-bian und wurde zudem 2006 Präsident der Ehemaligenvereinigung des Zentralen Militärinstituts und der Akademie der Republik China. 2009 wurde er des Weiteren Nationaler Politikberater von Staatspräsident Ma Ying-jeou.
Am 1. Februar 2012 wurde Chen Chen-hsiang auf der Wahlliste der Kuomintang Mitglied des Legislativ-Yuans, des Parlaments von Taiwan, und gehörte diesem bis zum 31. Januar 2016 an. Während seiner Parlamentszugehörigkeit war er Mitglied des Ausschusses für auswärtige Angelegenheiten und nationale Verteidigung sowie zeitweilig auch Mitglied des Disziplinarausschusses. Am 23. November 2016 wurde er Vize-Vorsitzender der Kuomintang und war damit bis zum 30. Juni 2017 Stellvertreter der Parteivorsitzenden Hung Hsiu-chu. In dieser Funktion war er im Dezember 2016 Leiter einer KMT-Delegation, die zu einem Treffen mit Vertretern der Kommunistischen Partei Chinas in die Volksrepublik China reiste.